# Daiki Enomoto
Daiki Enomoto (født 21. juni 1996) er en japansk fodboldspiller, som spiller for den japanske fodboldklub Nagoya Grampus.